# Яндекс Такси
Яндекс Такси — одна из самостоятельных бизнес-единиц «Яндекса», предлагающая сервисы агрегатора такси, доставки еды и продуктов, а также мобильные приложения к ним. Штаб-квартира компании находится в Москве.

## История

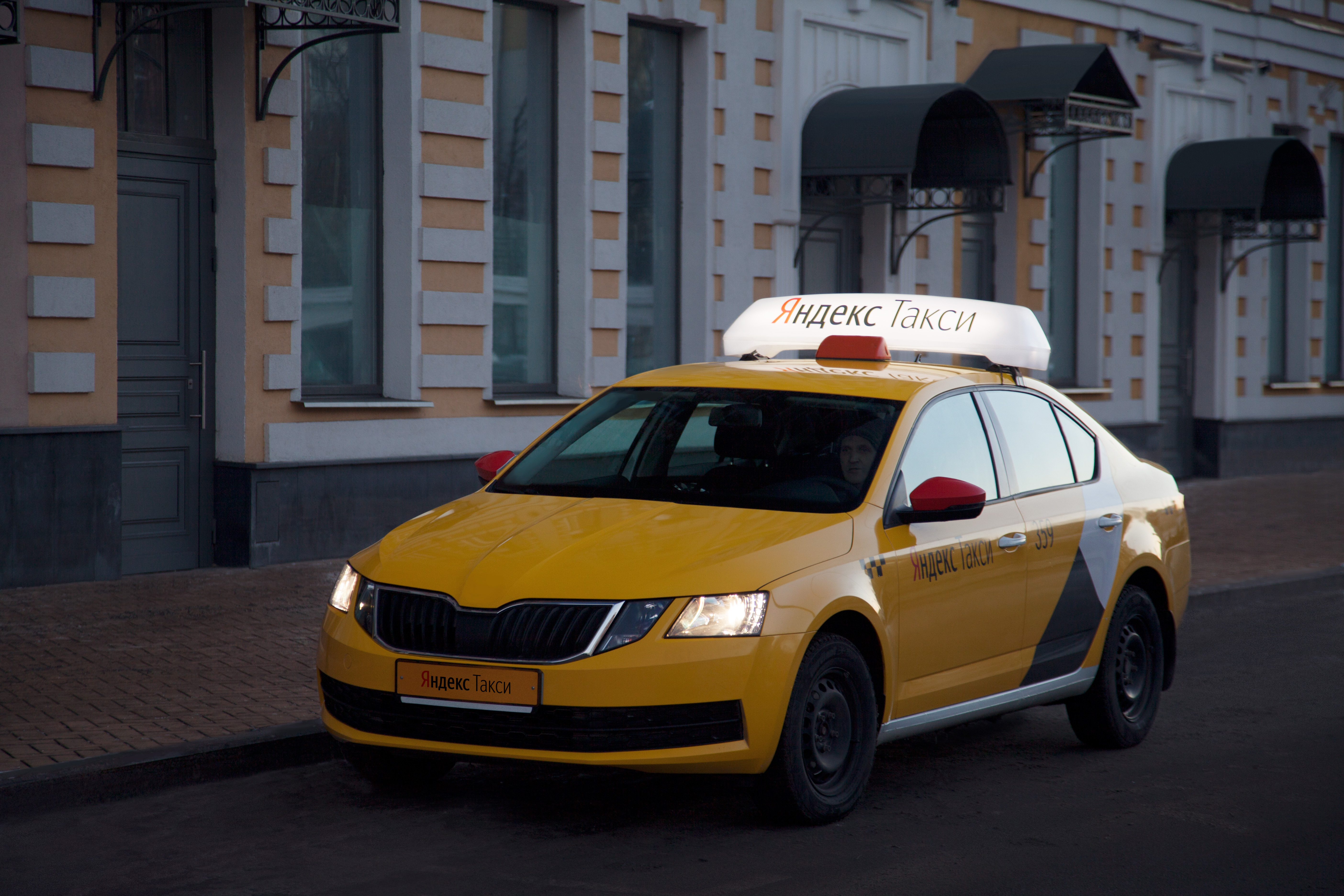
Автомобиль Škoda Octavia III Facelift сервиса, Москва

В 2011 году в Москве был запущен новый сервис компании «Яндекс» — «Яндекс.Такси». На начальном этапе к работе было подключено 11 таксопарков Москвы и около 1000 водителей.
Сначала сервис был представлен только в виде мобильного приложения на платформах iOS и Android, но в июне 2012 года появилась веб-версия сервиса.
Первым руководителем «Яндекс.Такси» в 2011 году стал старший сын сооснователя «Яндекса» Аркадия Воложа Лев Волож.
В 2012 году сервис начинает взимать комиссию с заказов.
В 2013 году подключена возможность оплаты банковской картой.
В январе 2015 года «Яндекс» купил сервис «Рос.Такси», который позволял таксопаркам принимать и распределять заказы.
В 2016 году Яндекс выходит на рынок корпоративного такси.
В июле 2017 года «Яндекс» и Uber подписали соглашение об объединении бизнеса и сервисов по онлайн-заказу такси в России и странах СНГ. В сделку по слиянию «Яндекс» вложил 100 миллионов долларов и свои технологии картографического сервиса, а Uber — 225 миллионов долларов и глобальный опыт Uber как мирового лидера среди онлайн-сервисов для заказа перевозок. Совместная компания получила право использования брендов как Uber, так и «Яндекс». Согласно условиям сделки, объединённая компания оценивалась в 3,7 млрд долларов. «Яндексу» принадлежали 59,3 % новой компании, 36,6 % — Uber, а 4,1 % — сотрудникам новой компании.
6 августа 2018 года «Яндекс.Такси» приобретает разработчика онлайн-сервисов для управления таксопарками «Оптеум». Сервис позволяет оптимизировать работу в таксопарках.
С лета 2019 года «Яндекс.Такси» планировал купить программное обеспечение и колл-центры, принадлежащие группе компаний «Везёт». В апреле 2020 года деятельность в этом направлении была приостановлена.
19 августа 2020 года на базе приложения «Яндекс.Такси» было запущено приложение «Яндекс Go». Кроме онлайн-заказа такси, приложение объединяет сервисы каршеринга, заказ еды, экспресс-доставку продуктов, отслеживание движения общественного транспорта и грузоперевозки. При этом все эти сервисы кроме «Яндекс. Такси» продолжат работу и в качестве отдельных приложений.
В феврале 2021 года стало известно, что группа компаний «Яндекс.Такси» покупает колл-центры и бизнес по заказу грузоперевозок группы компаний «Везёт». Стоимость сделки составит 178 миллионов долларов, часть средств будет выплачена по итогам интеграции во втором квартале 2021 года. В результате сделки пользователи «Везёт» смогут продолжать вызывать такси по телефону, а пользователями приложений «Везёт» будет предложено использовать приложение «Яндекс Go».
24 ноября 2021 года генеральным директором «Яндекс.Такси» стал Александр Аникин, ранее он занимал в компании должность руководителя отдела эффективности платформы.
В ноябре 2022 года «Яндекс Go» запустил совместные поездки для пользователей из Москвы и Петербурга. Поездку можно разделить с попутчиком, если выбрать опцию «Вместе» в приложении «Яндекс Go».

## География

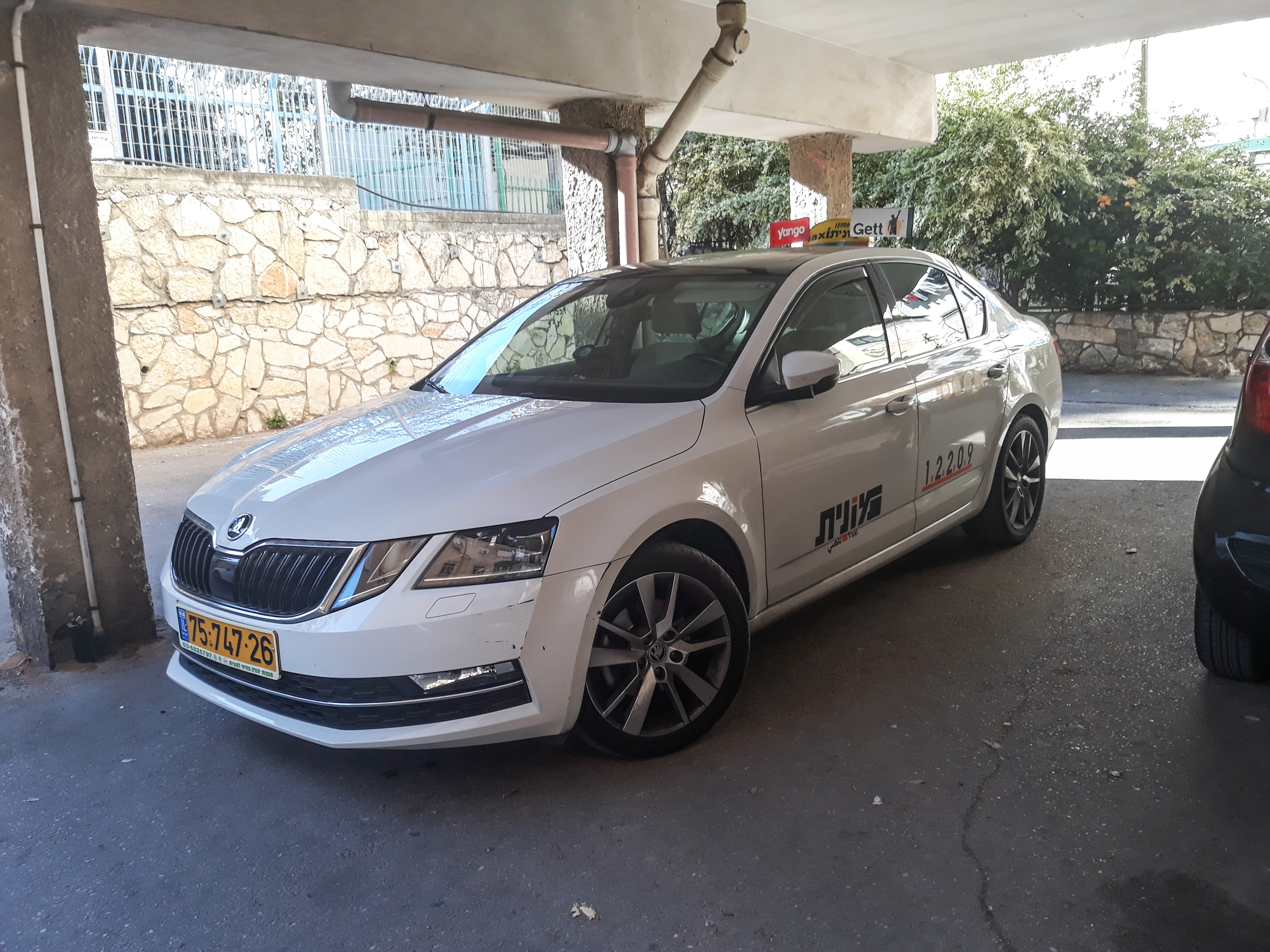
Такси в Израиле, работающее с и с Gett

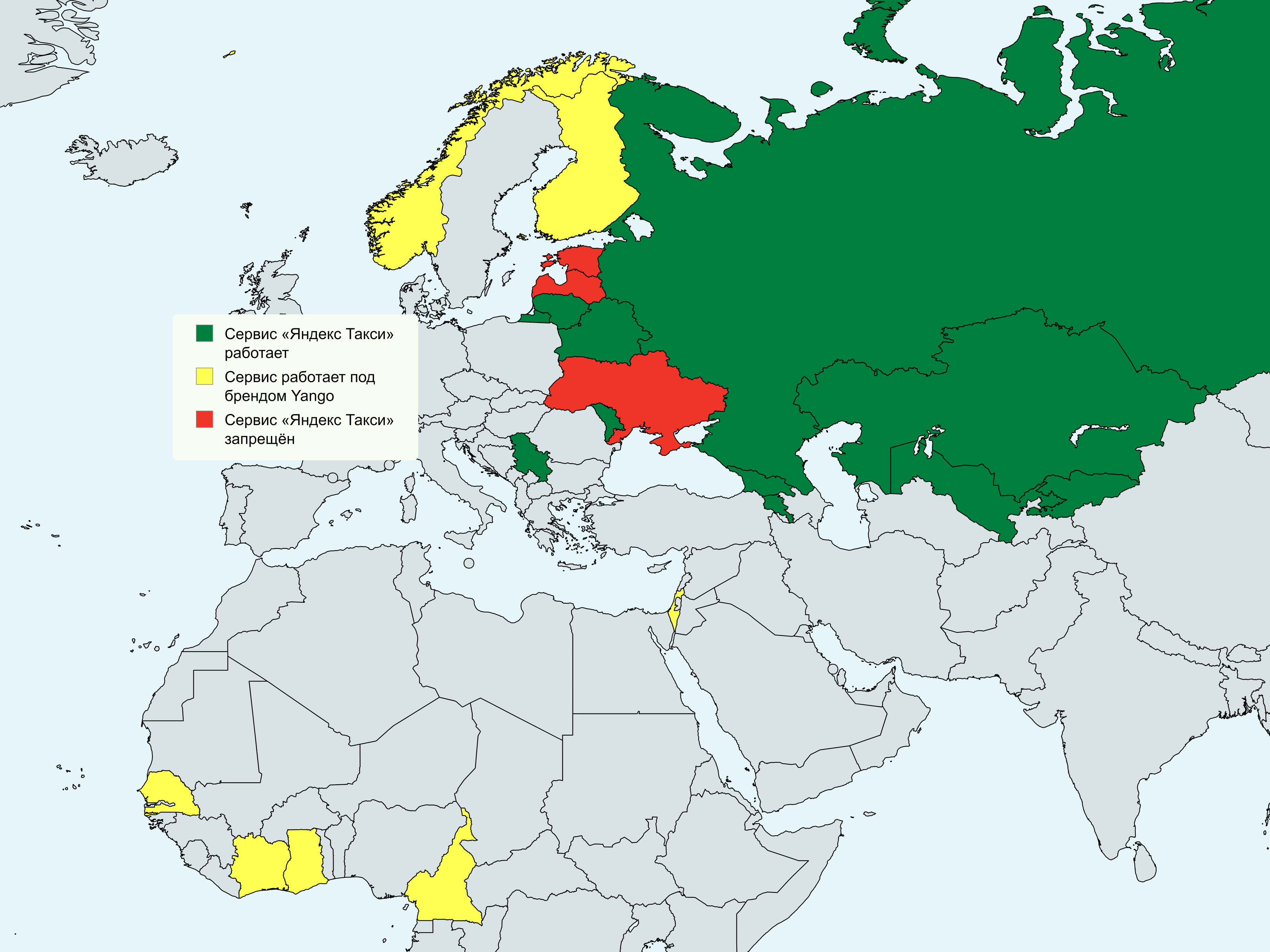
Карта доступности сервиса «Яндекс Такси» в странах мира

| Страна      | Дата появления  | Примечание                           |
| ----------- | --------------- | ------------------------------------ |
| Россия      | 2011            | Октябрь 2011                         |
| Беларусь    | 25 февраля 2016 |                                      |
| Армения     | 1 июля 2016     |                                      |
| Казахстан   | 28 июля 2016    |                                      |
| Грузия      | 26 августа 2016 |                                      |
| Украина     | 25 октября 2016 | Работа сервиса запрещена в 2019 году |
| Молдавия    | 25 июля 2017    |                                      |
| Кыргызстан  | 9 ноября 2017   |                                      |
| Латвия      | 15 марта 2018   | Работа сервиса запрещена в 2022 году |
| Узбекистан  | 4 апреля 2018   |                                      |
| Эстония     | 1 мая 2018      | Работа сервиса запрещена в 2022 году |
| Сербия      | 5 июня 2018     |                                      |
| Литва       | 26 июля 2018    |                                      |
| Кот-д’Ивуар | 4 октября 2018  | бренд Yango                          |
| Финляндия   | 9 ноября 2018   | бренд Yango                          |
| Израиль     | 10 декабря 2018 | бренд Yango                          |
| Гана        | 6 июня 2019     | бренд Yango                          |
| Норвегия    | 23 июля 2021    | бренд Yango                          |
| Сенегал     | 9 декабря 2021  | бренд Yango                          |
| Камерун     | 13 декабря 2021 | бренд Yango                          |

Yango — сокращение от Yandex Go, международный бренд, который представляет услуги такси по всему миру.
 В мае 2017 года компания «Яндекс» попала в санкционный список Украины. В марте 2019 в отношении Яндекса были продлены ранее введённые и введены новые санкции сроком на три года; деятельность компании и доступ к её сайтам на территории Украины были заблокированы. В июле 2019 года запрет на пользование сервисами «Яндекса» на территории Украины был частично снят.

## Финансовые результаты
|                                    | 2013 | 2014 | 2015 | 2016   | 2017   | 2018   | 2019   | 2020   | 2021    |
| Выручка, млн руб.                  | ↑112 | ↑327 | ↑984 | ↑2313  | ↑4891  | ↑19213 | ↑38043 | ↑67955 | ↑131571 |
| Скорректированная EBITDA, млн руб. | ↑57  | ↑217 | ↓136 | ↓-2125 | ↓-8009 | ↓-4530 | ↑2253  | ↑3437  | ↑11972  |

Быстрый рост выручки компании связывается с расширением ассортимента услуг и активным продвижением их в сети Интернет.

## Взаимодействие с водителями и пассажирами

### Взаимодействие с водителями
В случае жалобы пассажира «Яндекс Такси» на водителя закрывает водителю доступ к заказам до завершения разбирательства, а в исключительных случаях аккаунт водителя могут заблокировать бессрочно. В связи с этим имеет место продажа «фейковых» аккаунтов сторонними для «Яндекс Такси» сервисами.
Исследование таксомоторных перевозок в Москве 2018 года показало, что «существующий уровень тарифов и соответственно часовая выручка не позволяют при соблюдении режимов труда и отдыха обеспечить установленную среднюю заработную плату для водителей в Москве». Несмотря на опыт государственного регулирования в других странах, в России попытки регулирования платформенных компаний не дают особого эффекта, наблюдается их укрупнение и усиление.
Для защиты своих интересов, водители «Яндекс Такси» организовывают забастовки. Забастовки в условиях олигополии никак не влияют на агрегаторов, так как ценовая конкуренция на платформах ограничена, а агрегаторы имеют асимметричные способы воздействия на водителей. Кроме забастовок, среди методов протеста также используется создание фальшивых неоплачиваемых заказов, что приводит к большим холостым пробегам у работающих водителей.
В 2018 году агрегаторы резко повысили размер комиссии (с 18 % до 30 %), что вызвало забастовки водителей «Яндекс.Такси», Uber и Gett.
В 2019 году прошли новые забастовки работников «Яндекс Такси». С конца 2018 года «Яндекс. Такси» проводит эксперимент по введению гарантированного дохода водителям. Рассматриваются несколько механизмов начисления выплат: заработок за день при условии выполнения определённого количества заказов или гарантированная выплата за час работы. Эксперимент проводится в нескольких регионах. С введением в некоторых регионах России института самозанятости, «Яндекс.Такси» активно склоняет водителей к регистрации в качестве самозанятых. По мнению водителей и профсоюза таксистов, это не отвечает интересам водителей.
Кроме зарплат, водители сталкиваются с конфликтными пассажирами. В рамках исследования московского рынка такси методом интервью РБК «Яндекс Такси» находится на первом месте по количеству конфликтных ситуаций: свыше 70 % конфликтов у опрошенных пользователей такси, относятся к этому сервису.
При пользования услугами такси нередко возникают конфликтные ситуации, вызванные различными факторами. Дорога сама по себе является источником стресса и водители такси, проводящие много времени за рулём, нередко допускают возникновение конфликтов.
С декабря 2018 года «Яндекс Такси» сотрудничает с поисково-спасательным отрядом «Лиза Алерт». Водители сервиса могут дать согласие на получение ориентировок пропавших людей в приложении «Яндекс. Про» (бывший «Таксометр»).
Большое количество водителей такси воспользовалось вступившим в 2019 году в силу на территории РФ законом о самозанятных.
В сентябре 2020 года, «Яндекс.Такси» в сотрудничестве с банками для водителей сервиса запустила программу автокредитования. Такая услуга доступна индивидуальным предпринимателям или самозанятым, которые сотрудничают с компанией от двух месяцев, совершили за прошедший период как минимум 100 поездок и не получали блокировку от сервиса «Яндекс Такси».
Осенью 2021 года водители-партнёры «Яндекс.Такси» получили возможность получить сертификат на обучение IT профессиям в «Яндекс.Практикуме». Для получения сертификата, водителю требуется подать заявку и пройти отбор. На сертификаты для водителей «Яндекс» выделил 20 млн рублей.
С апреля 2017 года водители заранее знают цену своей поездки. Цена не меняется, даже если водитель застрянет в пробке или сделает крюк. Эта функция доступна практически в каждой стране, где работает сервис. В тех странах, где этого нет, приложение рассчитывает ориентировочную цену, которая может отличаться от окончательной цены.
«Яндекс Такси» работает с партнёрами, которые уполномочены предоставлять транспортные услуги. В зависимости от законодательства страны, это могут быть таксомоторные компании, станции такси, лицензированные перевозчики, индивидуальные предприниматели или другие юридические лица, имеющие соответствующие разрешения. Компания проводит обучение водителей использованию мобильного приложения «Таксометр» и правильному общению с пассажирами. Те, кто успешно проходит программу обучения, получают более высокий рейтинг, что является преимуществом для получения заказов.

### Взаимодействие с пассажирами
Сервис «Яндекс Такси» по одному письму с указанием номера выдал полиции данные о поездках пользователя, которым оказался журналист Иван Голунов. Дело вскрыло проблемы защищённости данных о поездках пассажиров.
1 марта 2020 года в приложении «Яндекс Такси» появился рейтинг пассажиров. 7 августа 2020 года «Яндекс.Такси» начал тестировать показ рейтинга пассажиров водителям.
Чтобы оценить время прибытия транспортного средства и стоимость поездки, «Яндекс Такси» использует две технологии, разработанные материнской компанией Яндекс: «Яндекс.Карты» и «Яндекс.Навигатор». Эта технология рассчитывает маршруты на основе реальных и прогнозируемых условий дорожного движения. Сервис может порекомендовать пункт приёма, расположенный рядом с местоположением пользователя. Например, переход через улицу может сэкономить время и деньги на поездке.
В зависимости от страны стоимость поездки может быть рассчитана с автоматической надбавкой. Этот тариф применяется, когда количество людей в определённом районе превышает количество доступных автомобилей.

### Безопасность и страховка
Отдельную группу претензий составляют вопросы, связанные с ущербом в результате ДТП с участием «Яндекс Такси», которые широко освещаются в СМИ. Юридические службы компании по искам о компенсациях пострадавшим занимают позицию, что «Яндекс Такси» всего лишь информационный сервис.
До декабря 2017 года жизнь и здоровье пассажиров не были застрахованы компанией «Яндекс. Такси». Представители «Яндекса» утверждали, что не несут ответственности за ДТП, потому как только предоставляют программное обеспечение для взаимодействия таксопарков и клиентов. В 2016 году произошло ДТП по вине водителя с пострадавшим пассажиром, за которое впервые суд возложил ответственность не только на водителя и таксопарк, но и на «Яндекс Такси».
Осенью 2021 года была заключена крупная сделка по страхованию (страховая премия составила 1 млрд руб) водителей агрегатора от болезней и от несчастных случаев (полис страхования также предусматривает для водителей услуги телемедицины). Максимальная сумма страховой выплаты для каждого водителя — 2 млн руб, оплата страховой премии производится частично компанией, частично водителем/партнёром, распределение долей зависит от статуса партнёра. Страховщиком по этой программе выступила страховая компания «Манго страхование». Этому договору предшествовали пилотные проекты «Яндекс. Такси» по страхованию водителей в Санкт-Петербурге, Екатеринбурге, Казани, Краснодаре, Нижнем Новгороде, Новосибирске, Ростове-на-Дону, Сочи и Самаре. В них «Яндекс» возмещал 50 % от стоимости страхового полиса, а остальную сумму — партнёр.
В ноябре 2018 года Яндекс.Такси объявило о проекте контроля скорости, который в настоящее время реализуется в России, Беларуси и Казахстане. Система отслеживает скорость автомобиля и отправляет предупреждения водителям, которые превышают предельную скорость. Сообщается, что после запуска системы превышение скорости среди водителей Яндекса снизилось в 12 раз. Подобно Uber, Яндекс использует телематические данные для мониторинга поведения водителей на дорогах и может отстранять водителей, которые проявляют неустойчивое или агрессивное поведение.
Для обеспечения безопасности пассажиров и водителей «Яндекс Такси» контролирует количество времени, которое водители могут потратить на работу. После нескольких часов непрерывной работы они перестают получать заказы до тех пор, пока не отдохнут достаточно. Компания разрабатывает систему контроля внимания, чтобы снизить количество дорожно-транспортных происшествий, вызванных человеческим фактором. Система искусственного интеллекта учитывает такие факторы, как моргание и зевота, чтобы определить, когда водитель устал или отвлекся. «Яндекс Такси» — пока единственный сервис онлайн-бронирования автомобилей с подобной системой. Кроме того, Яндекс разрабатывает систему распознавания лиц для предотвращения мошенничества путём определения того, кто находится за рулём.

## Беспилотный автомобиль

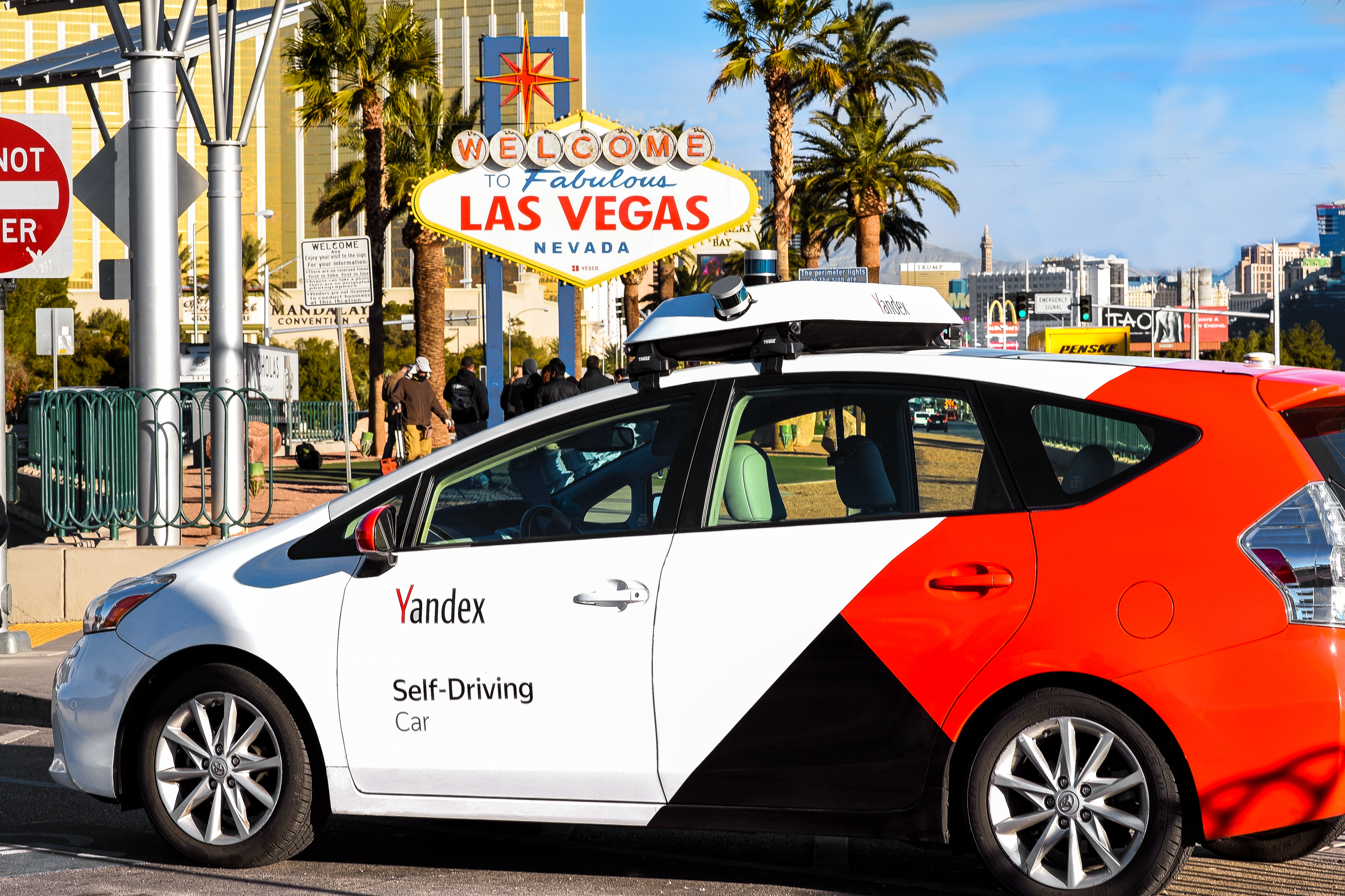
Автомобиль на выставке CES 2019

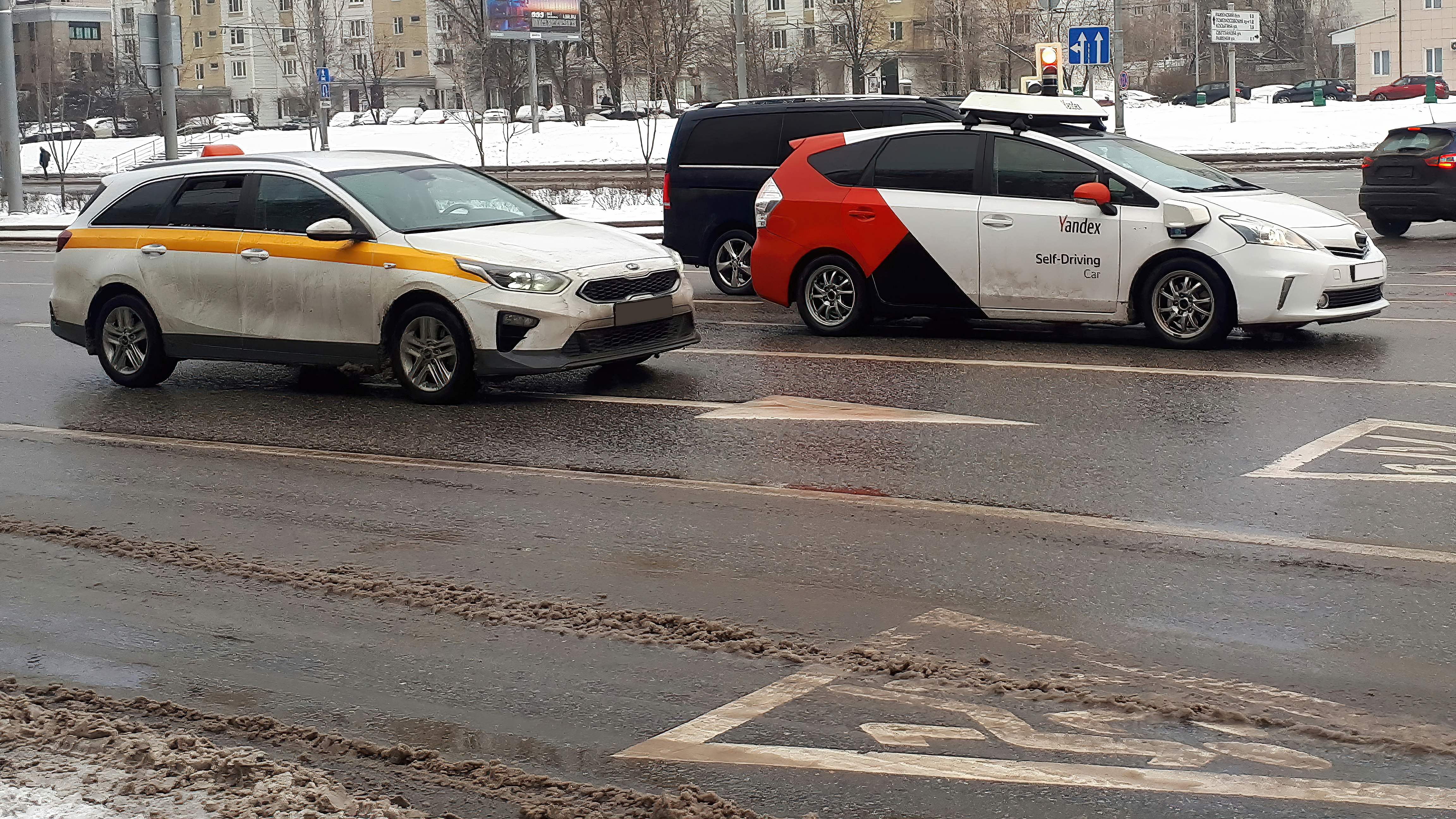
Беспилотный автомобиль от «Яндекса» проходит проверку в Москве

В августе 2018 года Яндекс запустил в тестовом режиме сервис роботакси в городе Иннополисе. Сервис доступен для жителей города: беспилотное такси можно вызвать через приложение «Яндекс.Такси». Поездки проходят с пустым водительским креслом, инженер-испытатель занимает пассажирское место. К февралю 2020 года было совершено уже более 5 тысяч поездок.
По состоянию на сентябрь 2019 года общий пробег беспилотных автомобилей Яндекса составил 1 млн км (из них 900 тыс. были совершены в 2019 году).
В сентябре 2020 года компания Яндекс выделила подразделение, занимающееся разработкой беспилотных автомобилей в отдельную компанию Yandex Self-Driving Group (Yandex SDG).

## Критика

### Конфиденциальность данных
С 1 сентября 2023 года ФСБ России по принятому в декабре 2022 года закону получило круглосуточный удаленный доступ к базам данных агрегаторов такси, включая зарубежные сервисы «Яндекса». Согласно вышедшему в августе расследованию издания «Meduza», все данные сервиса такси «Яндекс Go», а также его зарубежного аналога Yango, хранятся в российских дата-центрах в Московской, Рязанской и Владимирской областях. До начала полномасштабной войны в Украине часть данных Yango хранилась в дата-центре компании в городе Мянтсяля в Финляндии, но для бесперебойной работы сервиса информация дублировалась во всех дата-центрах «Яндекса» без разделения на поездки по России и за границей. Также издание обнаружило, что в пользовательском соглашении Yango две из трех гиперссылок на англоязычные документы в приложении просто не открываются, вместо упомянутой в преамбуле «Политики конфиденциальности» ссылка в лицензионном соглашении ведет на документ «Уведомление о конфиденциальности», а пользователя вводят в заблуждение (в «Политике конфиденциальности» до сих пор утверждается, что персональные данные пользователей хранятся не только в России, но и в Европейской экономической зоне — по всей видимости, речь идет о дата-центре в Финляндии, который, после начала российского вторжения 2022 году, не работает).
В день выхода публикации офис омбудсмена по защите данных (DPA) Финляндии выпустил срочное распоряжение о приостановке передачи в Россию любых персональных данных клиентов службы такси Yango, работающей в Финляндии и Норвегии. Это произошло после запроса «Медузы» к властям Финляндии по поводу постановления правительства РФ, предоставляющего ФСБ с 1 сентября 2023 года круглосуточный удаленный доступ к базам данных агрегаторов такси, включая зарубежные сервисы «Яндекса».
В октябре 2023 года стало известно, что власти Нидерландов начали проверку приложения по заказу такси Yango из-за опасений, что при его помощи российские спецслужбы собирают данные о пользователях в Европе.